# Tanja – Life in Movement
Tanja – Life in Movement ist ein mehrfach ausgezeichneter Dokumentarfilm von Sophie Hyde und Bryan Mason über die in Deutschland geborene Tänzerin und Choreografin und das künstlerische Werk von Tanja Liedtke. Der bundesweite Kinostart war am 31. Oktober 2013.

## Handlung
Eine Hommage an die 1977 in Deutschland geborene Tanja Liedtke. International als Tänzerin und Choreografin bekannt, wurde sie mit erst 29 Jahren zur Leiterin der Sydney Dance Company als Nachfolgerin von Graeme Murphy ernannt.
Ihre Arbeit war von großer Intensität, ihr Leben von bedingungsloser Liebe zu ihrem Partner Solon Ulbrich und dem ihr vertrauenden jungen Ensemble bestimmt. Tanja Liedtke war als leidenschaftliche Künstlerin bekannt – intelligent, verrückt, lustig, großherzig und rotzfrech. Bevor sie in Sydney ihre Arbeit aufnehmen konnte, kam sie 2007 bei einem Verkehrsunfall ums Leben.

## Produktion
18 Monate nach ihrem Tod begibt sich das Ensemble mit ihren Werken auf Welttournee. Alle Beteiligte werden mit ihrer Trauer konfrontiert. Und der Frage, wie es in Zukunft weitergehen soll ohne Tanja Liedtke.
Den Regisseuren Sophie Hyde und Bryan Mason gelingt es, dieses Auf-und-Ab der Gefühle zwischen Schmerz und ansteckender Lebensfreude sensibel einzufangen. Frühe Aufnahmen aus dem Privatarchiv von Tanja Liedtke sowie Auszüge aus den wesentlichen Produktionen dokumentieren ihren künstlerischen Arbeitsprozess.
In seinem Kern ist Tanja – Life in Movement ein Film über die Quellen der Kreativität und Zerbrechlichkeit menschlichen Schaffens.

## Kritik
- Dorothee Tackmann: http://www.programmkino.de/cms/links.php?link=2264 Programmkino Okt. 2013
- Rico Stehfest: http://www.tanznetz.de/blog/26045/but-i-have-hope Tanznetz vom 9. Oktober 2013

## Auszeichnungen
- Foxtel Australian, Documentary Prize, Sydney Film Festival 2011
- Dioraphte Jury Prize, Cinedans, 2011
- Audience Award, Cinedans, 2011

## Nominiert
- Montreal, Edinburgh, Sheffield, Melbourne, Adelaide, Sydney, 2011
- AACTA Award, best Documentary, best Direction, 2012